# Mabior Garang de Mabior
Mabior Garang de-Mabior est un homme politique et activiste sud-soudanais, fils aîné de John Garang, fondateur du parti au pouvoir, le Mouvement populaire de libération du Soudan. Sa mère Rebecca Nyandeng De Mabior, est quatrième vice-présidente du Soudan du Sud dans le nouveau gouvernement d'unité à partir de 2022. En novembre 2021, Mabior Garang annonc qu'il quitte et ensuite créé une organisation non gouvernementale appelée Conversation nationale du Soudan du Sud, un groupe de défense axé sur l'agriculture, la bonne gouvernance et l'État de droit.